# ソフトバンクBB
ソフトバンクBB株式会社（ソフトバンクビービー、英文名称：SOFTBANK BB Corp.）は、かつて存在したソフトバンク（現：ソフトバンクグループ）の連結子会社で、ソフトバンクグループ内でADSLやFTTHなどの固定通信事業を担っていた。
2005年（平成17年）12月1日から2007年（平成19年）3月31日までのソフトバンクBB株式会社は、同社からコンテンツサービス事業・FTTH事業・流通事業を分割した会社である。同期間中、同社は商号を「BBテクノロジー株式会社」としてADSL事業を行う会社であった。
2015年4月1日付で、ソフトバンクテレコム、ワイモバイルとともにソフトバンクモバイル（現：ソフトバンク）に吸収合併され、解散した。

## 沿革
- 1999年（平成11年）9月21日 - ソフトバンク・コマース株式会社がソフトバンク株式会社の完全子会社として設立。
- 2000年（平成12年）
  - 4月1日 - ソフトバンク・コマース株式会社が、完全出資子会社ソフトバンク・コマース株式会社（2000年3月23日設立）に事業譲渡し、ソフトバンク・イーコマース株式会社と商号変更。
  - 5月16日 - ソフトバンクネットワークス株式会社の完全子会社として株式会社エックステージ設立（その後、ビー・ビー・テクノロジー株式会社と商号変更）。
- 2001年（平成13年）7月1日 - ソフトバンク・イーコマース株式会社がソフトバンク・イーシーホールディングス株式会社と商号変更。
- 2002年（平成14年）2月19日 - フォーバルと合弁でBBコミュニケーションズ設立。BBフォンの法人向け展開を行う。
- 2003年（平成15年）
  - 1月7日 - ビー・ビー・テクノロジー株式会社がソフトバンクネットワークス株式会社、ソフトバンク・イーシーホールディングス株式会社及びソフトバンク・コマース株式会社を合併し、ソフトバンクBB株式会社と商号変更。
  - 3月26日 - ソフトバンクBB株式会社が株式会社ディーティーエイチマーケティング、東京めたりっく通信株式会社、名古屋めたりっく通信株式会社及び大阪めたりっく通信株式会社を合併。詳しくは、下記を参照。
- 2004年（平成16年）2月27日 - Yahoo! BBの顧客情報漏洩事件発生。450万人ものYahoo! BB登録者の個人情報が漏洩し、この情報に対しYahoo! BBに現金を要求していたソフトバンク子会社元社員らが逮捕された。個人情報が漏洩した原因として、ソフトバンク社員であれば誰でも閲覧できるような状況であったことを発表。後日、個人情報の管理を厳守するように徹底されることになった。（Yahoo! BB顧客情報漏洩事件 参照）
- 2005年（平成17年）
  - 11月1日 - 会社分割（新設分割）を実施し、モデムレンタル事業を行うBBモデムレンタル有限会社を設立（12月に有限会社ジェミニBBに売却して、代わりに業務委託契約締結）。
  - 12月1日 - 会社分割（新設分割）を実施。同社の商号をBBテクノロジー株式会社（資本金1199億円）に変更してYahoo! BBブランドで展開しているADSL事業を承継。コンテンツサービス事業・FTTH事業・流通事業については新たにソフトバンクBB株式会社（資本金300億円）を設立して同社に譲渡。
- 2006年（平成18年）以降、通信三社（ソフトバンクBB、ソフトバンクテレコム、ソフトバンクモバイル）での合同採用形式に移行している。
- 2006年（平成18年）11月2日 - Yahoo! BBのカスタマーセンター（コールセンター）を熊本県熊本市中央区花畑町に「熊本コールセンター（仮称）」を開設することを発表。現在の「新宿コールセンター」（東京都新宿区）の業務を、開設済みの福岡コールセンター（福岡県福岡市）と「熊本コールセンター」にすべて移転させるということ。
- 2007年（平成19年）3月31日 - BBテクノロジー株式会社（資本金120,301百万円）がソフトバンクBB株式会社（資本金30,000百万円）を吸収合併し、ソフトバンクBB株式会社に商号変更。2005年（平成17年）12月1日の会社分割を再統合した形になるが、同社の資本金は合併後も120,301百万円とされた。
- 2014年（平成26年）4月1日 - コマース＆サービス部門をブライトスター傘下のソフトバンクコマース&サービスとして新設分割。
- 2015年（平成27年）4月1日 - ソフトバンクテレコム、ワイモバイルとともにソフトバンクモバイル（現・ソフトバンク）に吸収合併され、解散。

## 旧めたりっく通信の吸収について
旧ソフトバンクBBは、Yahoo! BBのブランド名でADSL事業を拡大したが、2003年（平成15年）3月26日に日本におけるADSL事業の草分け的存在である会社の「東京めたりっく通信」などの3社を吸収している。合併直後は3社の既存のユーザー向けに「Yahoo! BBめたりっくサービス」を提供していたが、同年6月30日にサービスを終了し、Yahoo! BBに完全統合している。
吸収直前の3社の概要は、以下の通りである。3社ともDSL技術によるインターネット接続サービス事業会社であり、吸収合併前に一旦ソフトバンクBB株式会社の100％子会社である株式会社ディーティーエイチマーケティングの傘下になっている。
東京めたりっく通信株式会社
1999年（平成11年）7月29日創業。本社は、東京都中央区日本橋箱崎町24番1号。代表者は宮川潤一（代表取締役）で、資本金34億5500万円であった。設備の急増とNTT東日本の手続き・作業の遅延による顧客離れと資金調達の失敗によって資金繰りに行き詰まり、2003年（平成15年）3月26日にソフトバンクBBに吸収合併。吸収合併直前は、株式会社ディーティーエイチマーケティングの直接の完全子会社とされていた。
名古屋めたりっく通信株式会社
2000年（平成12年）6月30日創業。東京めたりっく通信と、名古屋の独立系ISPの「ももたろうインターネット」の共同出資にて設立（後に合併）。本社は、愛知県名古屋市中区正木3丁目1番3号。代表者は宮川潤一（代表取締役、元ももたろうインターネット代表取締役）で、資本金10億9000万円であった。吸収合併直前は、株式会社ディーティーエイチマーケティングの直接の完全子会社とされていた。なお社長の宮川は、後にソフトバンクBBの社長を経て、ソフトバンクモバイルの携帯電話事業に立ち上げから携わり、ソフトバンクの副社長・最高技術責任者に登り詰めることになる。
大阪めたりっく通信株式会社
2000年（平成12年）3月7日創業。本社は、大阪府大阪市中央区安土町2丁目3番13号。代表者は宮川潤一（代表取締役）で、資本金7億4700万円であった。吸収合併直前は、東京めたりっく通信株式会社の直接の完全子会社とされていた。

## その他

### 労働基準法違反問題
2009年（平成21年）3月17日、2010年（平成22年）4月入社を目標に応募してきた学生全員にメールで送られた採用条件として「特別採用コース」というものが報告された。内容は学生に対し2009年（平成21年）3月23日から2009年（平成21年）4月12日までにソフトバンクモバイルの携帯電話の新規契約を取らせ、その結果を筆記試験・面接と共に選考基準に加えるというものである。なお、同社では採用するか決まっていない学生に対し営業をさせることについて「筆記試験・面接には無い選考基準を設けただけで営業目的ではない」とコメントしている。なお、グループ会社のソフトバンクモバイルやソフトバンクテレコムも同様の採用条件を設けている。この行為について学生らの批判が高い上に労働基準法違反に抵触する疑いがあるとして、厚生労働省が調査を開始したため、内容を新規契約数ではなく販売モデルの提案という形に変更になった。
- J-CASTニュース : ケータイ「契約」実績で「特別採用」 学生から不満と批判の声
- ソフトバンク：携帯契約、就活学生に「営業」 厚労省調査 - 毎日jp（毎日新聞）
- asahi.com（朝日新聞社）：ソフトバンク、入社希望者の紹介販売考慮を中止 - 社会

### 光ケーブルの一分岐貸し問題
2011年（平成23年）11月18日にソフトバンクBB株式会社は、ソフトバンクテレコム株式会社と連名で、光ケーブルの一分岐貸し問題に関して、東日本電信電話株式会社および西日本電信電話株式会社に対する訴訟を提起した。しかし、2014年6月19日に棄却されている。
背景としては、DSLサービスが解約されているため採算が悪化しているが、代替となるFTTHサービスを提供するために必要なインフラを両社が所有していないことがある。総務省の統計から推測されるソフトバンク系列のDSLの契約件数は、最盛期には515万件を超えていたが、2011年9月末現在で、288.6万件にまで減少している。(2012年3月末現在では、さらに260.1万件にまで減少している。)
利用者の流出を防ぐために、2009年4月1日からNTTのフレッツ光回線を利用したYahoo! BB 光 with フレッツサービスの提供を開始した。これにより、DSLサービスとYahoo! BB 光 with フレッツサービスとを合計した契約件数としては、ほぼ横ばいになっている。しかし、フレッツ光回線ではソフトバンクBBが想定する一分岐貸しの場合に見込まれる収益よりも収益性が低いだけでなく、既存のDSLの収益性よりも低い。そのため、既存のDSLのユーザがYahoo! BB 光 with フレッツサービスに移行するにつれて、企業としての収益性が悪化している。実際、ソフトバンク系列の2012年3月期第3四半期（2011年4～12月）の決算によると、ブロードバンド・インフラ事業は、売上高が前年同期比10.2％減の1297億円、営業利益が同15.6％減の283億円と、売り上げがピークだった2006年を境に減少傾向に歯止めがかからなくなっている。

## 事業所など
- 汐留本社（東京汐留ビルディング）（東京都港区）
- 汐留オフィス（汐留住友ビル）（東京都港区）
- 新川オフィス（東京都中央区）
- 北海道オフィス（北海道札幌市中央区）
- 東北オフィス（宮城県仙台市宮城野区）
- 名古屋オフィス（愛知県名古屋市中区）
- 大阪オフィス（大阪府大阪市北区）
- 広島オフィス（広島県広島市中区）
- 福岡オフィス（福岡県福岡市中央区）
- 福岡コールセンター（福岡県福岡市中央区）
- 新宿コールセンター（東京都新宿区）
- 熊本コールセンター（熊本県熊本市中央区）
- 沖縄カスタマーオペレーションセンター（沖縄県沖縄市登川）